# Temporada 2025 del Campeonato Brasileño de Fórmula Truck

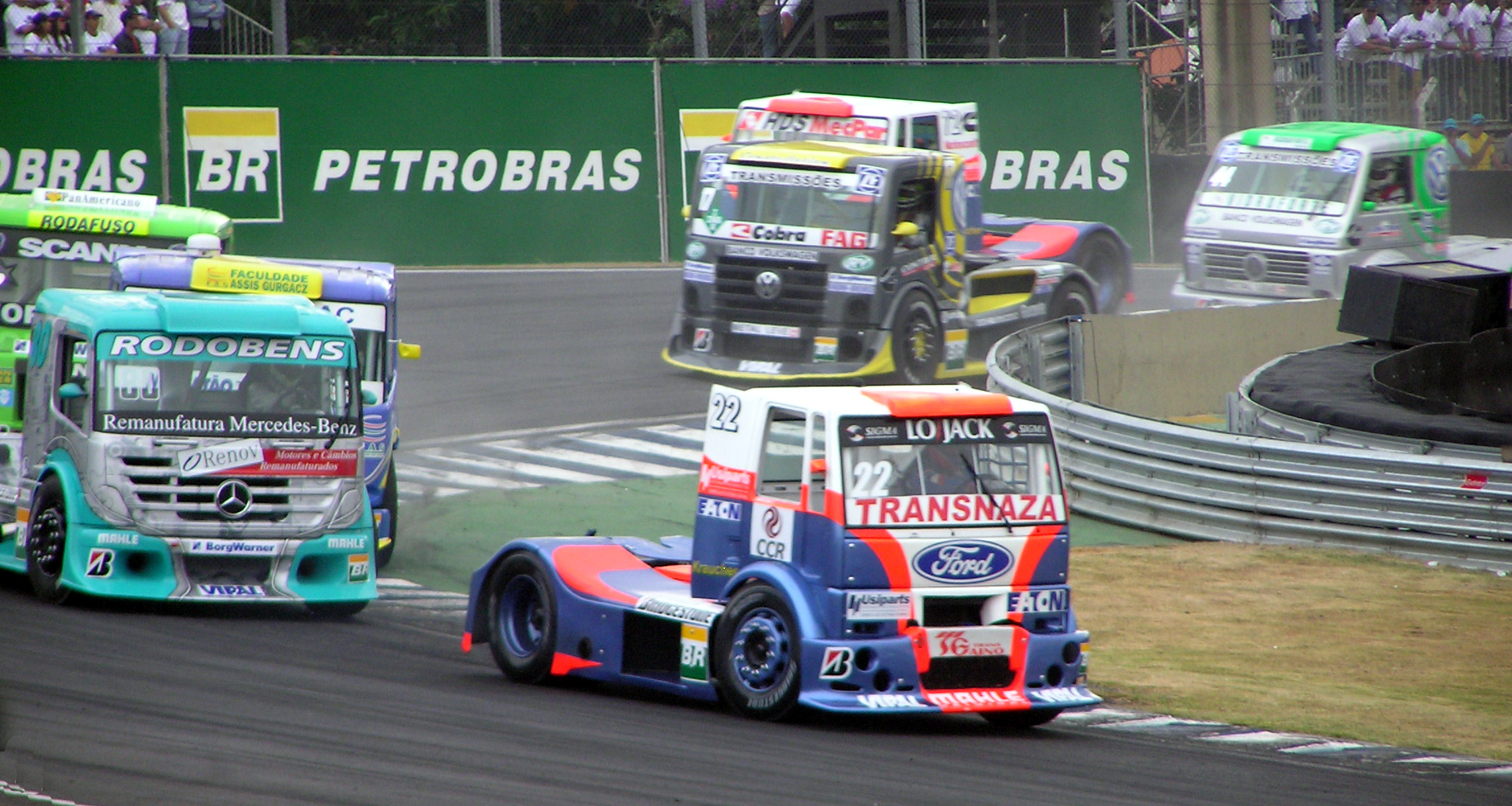
Carrera de Fórmula Truck.

La temporada 2025 del Campeonato Brasileño de Fórmula Truck es la 26.ª edición del Fórmula Truck desde que este iniciara en 1996.
La Fórmula Truck es un campeonato de carreras de camiones que se disputó en Brasil desde 1996 y hasta 2017. Fue uno de los dos campeonato de automovilismos más populares de Brasil, junto con el Stock Car Brasil, con transmisión oficial por el canal de televisión abierta Rede Bandeirantes (para Brasil) y por el Canal F1 Latin America, (para Hispanoamérica y Caribe). Al igual que el Campeonato de Europa de Camiones, la Fórmula Truck ha contado con equipo oficiales a lo largo de su historia. También compitió en otros países como Argentina y Uruguay en su incursión como campeonato sudamericano.
En 2017 y con el campeonato ya en marcha, la crisis financiera diezmó la cantidad de participantes en grilla, por lo que los directivos determinaron cerrar prematuramente la temporada. Los problemas tuvieron su inicio en la apertura de la temporada, cuando varios equipos y pilotos de gran renombre como Felipe Giaffone, Leandro Totti, Djalma Fogaça, Beto Monteiro y David Muffato dejaron la categoría en descontento con la dirigencia de la misma, creando un campeonato paralelo denominado Copa Truck.
Nuevo modelo
El presidente y promotor de la Fórmula Truck, Gilberto Hidalgo, explicó que este nuevo modelo presenta dos categorías con diferencias técnicas entre las camionetas. En la GT Truck, los motores se gestionan electrónicamente y tienen un límite de potencia de 800 hp más un 10%; mientras que en la Fórmula Truck, las camionetas compiten con motores accionados por una bomba de inyección mecánica y una potencia permitida de 700 hp más un 10%.
Hidalgo enfatizó que la potencia del motor está limitada por el reglamento, pero tanto los motores electrónicos como los mecánicos tienen la capacidad técnica de ajustarse hasta 1200 hp. Esta limitación, explicó, se debe a factores como una mayor durabilidad en las carreras y menores costos para pilotos y equipos.
Confianza y Crecimiento en 2022 y 2023
La Fórmula Truck comenzó la temporada 2023 confiada en un crecimiento continuo y en superar los objetivos, tal como sucedió en 2022. El año pasado, la categoría comenzó el campeonato con 18 camiones en la parrilla de salida y terminó con 31.
Él y toda la organización esperan una temporada 2023 muy ajetreada, con un mayor número de camiones en la pista y una asistencia garantizada en las gradas.
Desde su creación a mediados de los 90, la Fórmula Truck se ha destacado como una categoría de automovilismo extremadamente popular. Con este regreso a la pista, el evento buscaba recuperar y mantener la imagen que convirtió las carreras de camiones en un fenómeno en Brasil.

## Equipos y pilotos
| Equipo                       | Constructor   | Neu | N.º | Piloto                      | Etapas |
| ---------------------------- | ------------- | --- | --- | --------------------------- | ------ |
| Impacto Race                 | Scania        | P   | 023 | Jorginho Feio               | Todas  |
| Impacto Race                 | Scania        | P   | 301 | Fábio Claudino              | Todas  |
| Bendo Competições            | Mercedes-Benz | P   | 03  | Álvaro Bendo                | Todas  |
| Bendo Competições            | Mercedes-Benz | P   | 06  | Túlio Bendo                 | Todas  |
| Berton Racing                | Scania        | P   | 25  | Daril Amaral                | Todas  |
| Berton Racing                | Mercedes-Benz | P   | 50  | Fabrício Berton             | Todas  |
| Muffatão Racing Team         | Scania        | P   | 20  | Pedro Muffato               | Todas  |
| Garagem Racing               | DAF           | P   | 33  | João Santa Helena           | Todas  |
| Garagem Racing               | DAF           | P   | 82  | Fabricio Rossatto           | Todas  |
| BS Competições               | Mercedes-Benz | P   | 51  | Sandro Pinheiro             | Todas  |
| BS Competições               | Mercedes-Benz | P   | 83  | Jair de Moura               | Todas  |
| Agostini Racing              | Mercedes-Benz | P   | 97  | Rogério Agostini "Taio"     | Todas  |
| Agostini Racing              | Mercedes-Benz | P   | 09  | Alê Navarro                 | Todas  |
| Galli Motorsport             | Volkswagen    | P   | 67  | Lázaro Donizete "Zetti"     | Todas  |
| Galli Motorsport             | Volkswagen    | P   | 121 | Geraldo Alves "Galli"       | Todas  |
| Portaluppi Truck Race        | Ford          | P   | 46  | Robson Portaluppi           | Todas  |
| Volparts Racing              | Scania        | P   | 15  | Camilo Daniel Lovato        | Todas  |
| Volparts Racing              | Scania        | P   | 69  | Alisson Nurnberg            | Todas  |
| Conci Motor Sports           | Ford          | P   | 377 | Carlos "Duda" Conci         | Todas  |
| Seco Racing                  | Scania        | P   | 79  | Paulo Cézar Oliveira "Seco" | Todas  |
| Dreams Racing Truck - DRT    | Volvo         | P   | 158 | Betinho Ançay               | Todas  |
| Dreams Racing Truck - DRT    | Scania        | P   | 510 | Leandro Reis                | Todas  |
| Colett Racing                | Scania        | P   | 250 | Diego Colett                | Todas  |
| Colett Racing                | Scania        | P   | 265 | Douglas Colett              | Todas  |
| AMX Racing                   | Volkswagen    | P   | 41  | Róbson Trevizol "Manivela"  | Todas  |
| AMX Racing                   | Volkswagen    | P   | 80  | Sérgio Chulik               | Todas  |
| LCN Racing                   | Scania        | P   | 94  | Brayan Ruan                 | Todas  |
| LCN Racing                   | Scania        | P   | 17  | Adriano Rocha "Zoinho"      | Todas  |
| Mevania Racing               | Scania        | P   | 16  | Gabi Rampon                 | Todas  |
| Mevania Racing               | Scania        | P   | 22  | Márcio Rampom               | Todas  |
| Limestone Racing             | Scania        | P   | 14  | Márcio Limestone Rosa       | Todas  |
| HP Performance Racing        | Scania        | P   | 84  | Wagner Salomon Gomes        | Todas  |
| Mottin Racing                | Volvo         | P   | 64  | João Helder Mottin          | Todas  |
| Mottin Racing                | Volvo         | P   | 09  | Joacir Córdova              | Todas  |
| Mottin Racing                | Mercedes-Benz | P   | 600 | Ricardo Ançay               | Todas  |
| Fontanella Racing            | Scania        | P   | 40  | Ramiris Fontanella          | Todas  |
| Fontanella Racing            | Scania        | P   | 76  | Rafael Fleck                | Todas  |
| Fontanella Racing            | Scania        | P   | 90  | Éverton Fontanella          | Todas  |
| 201 Truck Racing             | Scania        | P   | 102 | Thiago Mânica               | Todas  |
| 201 Truck Racing             | Scania        | P   | 201 | Bruno Manica                | Todas  |
| 201 Truck Racing             | Scania        | P   | 38  | Gustavo Mânica              | Todas  |
| Cobra Racing Cascavel Diesel | Mercedes-Benz | P   | 970 | Edivan Monteiro             | Todas  |
| Retibam Racing               | Iveco         | P   | 333 | Douglas Torres              | Todas  |
| Bellaver Competições         | Mercedes-Benz | P   | 013 | Alex Vieira "Peixeiro"      | Todas  |
| Bellaver Competições         | Mercedes-Benz | P   | 268 | Tiago Bellaver              | Todas  |
| New-G Motorsport             | Scania        | P   | 503 | Nilton Jacobsen             | Todas  |
| New-G Motorsport             | Scania        | P   | 509 | Geovani Ferreira Tavares    | Todas  |
| Moses Motors - Jacaré        | Scania        | P   | 110 | Júnior Brito                | Todas  |
| Spark Performance            | Volkswagen    | P   | 19  | Gabriel Saccomanno          | Todas  |

## Resultados

### Categoría GT-Electrónica
| Ronda | Circuito                              | Fecha            | Pole Position           | Vuelta rápida      | Piloto ganador | Equipo ganador       | Constructor   | Ref.          |
| ----- | ------------------------------------- | ---------------- | ----------------------- | ------------------ | -------------- | -------------------- | ------------- | ------------- |
| 1     | Grande Prêmio de São Paulo            | 16 de febrero    | Leandro Reis            | Ramiris Fontanella | Túlio Bendo    | Bendo Competições    | Mercedes-Benz | [ 14 ] [ 15 ] |
| 2     | Gran Premio del Uruguay               | 16 de marzo      | Rogério Agostini "Taio" | Rafael Fleck       | Túlio Bendo    | Bendo Competições    | Mercedes-Benz | [ 16 ]        |
| 3     | Grande Prêmio de Guaporé              | 13 de abril      | Rafael Fleck            | Rafael Fleck       | Rafael Fleck   | Fontanella Racing    | Scania        | [ 17 ]        |
| 4     | Grande Prêmio de Cascavel             | 18 de mayo       | Pedro Muffato           | Douglas Torres     | Pedro Muffato  | Muffatão Racing Team | Scania        | [ 18 ] [ 19 ] |
| 5     | Grande Prêmio de Campo Grande         | 15 de junio      | Éverton Fontanella      | Rafael Fleck       | Rafael Fleck   | Fontanella Racing    | Scania        | [ 20 ]        |
| 6     | Gran Premio de la República Argentina | 3 de agosto      | Túlio Bendo             | Simone Canestrelli | Douglas Colett | Colett Racing        | Scania        | [ 21 ]        |
| 7     | Grande Prêmio de Santa Cruz do Sul    | 14 de septiembre |                         |                    |                |                      |               |               |
| 8     | Grande Prêmio de Viamão               | 12 de octubre    |                         |                    |                |                      |               |               |
| 9     | Grande Prêmio de Londrina             | 9 de noviembre   |                         |                    |                |                      |               |               |
| 10    | Grande Prêmio do Paraná               | 7 de diciembre   |                         |                    |                |                      |               |               |

### Categoría FT-Bomba Injetora
| Ronda | Circuito                              | Fecha            | Pole Position       | Vuelta rápida       | Piloto ganador           | Equipo ganador     | Constructor | Ref.   |
| ----- | ------------------------------------- | ---------------- | ------------------- | ------------------- | ------------------------ | ------------------ | ----------- | ------ |
| 1     | Grande Prêmio de São Paulo            | 16 de febrero    | Carlos "Duda" Conci | Diego Colett        | Giovani Tavares          | Colett Racing      | Scania      | [ 23 ] |
| 2     | Gran Premio del Uruguay               | 16 de marzo      | Márcio Rampom       | Diego Colett        | Diego Colett             | Colett Racing      | Scania      | [ 24 ] |
| 3     | Grande Prêmio de Guaporé              | 13 de abril      | Carlos "Duda" Conci | Carlos "Duda" Conci | Carlos "Duda" Conci      | Conci Motor Sports | Ford        | [ 25 ] |
| 4     | Grande Prêmio de Cascavel             | 18 de mayo       | Márcio Rampom       | Diego Colett        | Diego Colett             | Colett Racing      | Scania      | [ 26 ] |
| 5     | Grande Prêmio de Campo Grande         | 15 de junio      | Carlos "Duda" Conci | Diego Colett        | Diego Colett             | Colett Racing      | Scania      | [ 27 ] |
| 6     | Gran Premio de la República Argentina | 3 de agosto      | Carlos "Duda" Conci | Matteo Copelotti    | Geovani Ferreira Tavares | New-G Motorsport   | Scania      | [ 28 ] |
| 7     | Grande Prêmio de Santa Cruz do Sul    | 14 de septiembre |                     |                     |                          |                    |             |        |
| 8     | Grande Prêmio de Viamão               | 12 de octubre    |                     |                     |                          |                    |             |        |
| 9     | Grande Prêmio de Londrina             | 9 de noviembre   |                     |                     |                          |                    |             |        |
| 10    | Grande Prêmio do Paraná               | 7 de diciembre   |                     |                     |                          |                    |             |        |